# Eleição municipal de Campina Grande em 2012
A eleição municipal de Campina Grande em 2012 foi responsável por eleger o prefeito e o vice-prefeito do município, bem como os membros da Câmara de Vereadores. A eleição se deu em dois turnos, com o primeiro deles acontecendo em 7 de outubro de 2012 e o segundo em 28 de outubro do mesmo ano.
Sete candidatos disputaram a prefeitura. No primeiro turno participaram os candidatos: Daniella Ribeiro (PP), Alexandre Almeida (PT), Artur Bolinha (PTB), Tatiana Medeiros (PMDB), Guilherme Almeida (PSC), Romero Rodrigues (PSDB) e Sizenando Leal (PSOL). Romero Rodrigues, então deputado federal, venceu no primeiro turno (97.659 votos, contra 65.195 de Tatiana Medeiros). No segundo turno, outra vitória de Romero, agora com 130.106 votos (59,14% do total), contra 89.887 da peemedebista (40,86%). Esta vitória representou uma quebra nas gestões exercidas pelo governo do PMDB (exceção ao período 2002-04, quando Cozete Barbosa, do PT, exerceu o cargo após o afastamento de Cássio Cunha Lima), que deixou a administração do governo após os oito anos do mandato de Veneziano Vital.
Os outros candidatos receberam, no primeiro turno, votações inferiores: Daniella Ribeiro (PP) teve 36.501 votos, Guilherme Almeida (PSC) teve 6.871, Artur Bolinha (PTB), 6.177, Alexandre Almeida (PT), 2.551, e Sizenando Leal, do PSOL, foi o menos votado, com 2.362 votos.
Entre os vereadores, o mais votado foi Bruno Cunha Lima (também do PSDB), que recebeu 4.631 votos. O PMDB elegeu a maior bancada (4 vereadores), seguido por PSDB e PMN, que elegeram 3 candidatos cada um.

## Candidatos

### Prefeito
|  | Nº | Candidato(a) a prefeito | Candidato(a) a prefeito                                                | Candidato(a) a vice-prefeito | Candidato(a) a vice-prefeito                     | Coligação |
|  | -- | ----------------------- | ---------------------------------------------------------------------- | ---------------------------- | ------------------------------------------------ | --- |
|  | 11 |                         | Daniella Ribeiro (PP) Daniella Velloso Borges Ribeiro Novaes de Araújo |                              | Rodrigo Motta (PP) Rodrigo Motta de Almeida      | "Pra Campina Crescer em Paz" - Partido Progressista (PP) - Partido Popular Socialista (PPS) - Partido Renovador Trabalhista Brasileiro (PRTB) - Partido Social Democrata Cristão (PSDC) - Partido Comunista Brasileiro (PCB) |
|  | 13 |                         | Alexandre Almeida (PT) Alexandre Costa de Almeida                      |                              | Flávia Maria (PT) Flávia Maria Silva Barbosa     | Sem coligação - Partido dos Trabalhadores (PT) |
|  | 14 |                         | Artur Bolinha (PTB) José Artur Melo de Almeida                         |                              | Eudo Brasileiro (PTB) Francisco Eudo Brasileiro  | Sem coligação - Partido Trabalhista Brasileiro (PTB) |
|  | 15 |                         | Tatiana Medeiros (PMDB) Tatiana de Oliveira Medeiros                   |                              | Bruno Roberto (PR) Bruno Figueiredo Roberto      | "Campina Segue em Frente" - Partido do Movimento Democrático Brasileiro (PMDB) - Partido da República (PR) - Partido Humanista da Solidariedade (PHS) - Partido da Mobilização Nacional (PMN) - Partido Pátria Livre (PPL) - Partido Trabalhista Cristão (PTC) |
|  | 20 |                         | Guilherme Almeida (PSC) Guilherme Augusto Figueiredo de Almeida        |                              | Félix Neto (PCdoB) Félix Araújo Neto             | "Campina Grande Ideal" - Partido Social Cristão (PSC) - Partido Comunista do Brasil (PCdoB) |
|  | 45 |                         | Romero Rodrigues (PSDB) Romero Rodrigues Veiga                         |                              | Ronaldo Filho (PSDB) Ronaldo da Cunha Lima Filho | "Por Amor a Campina" - Partido da Social Democracia Brasileira (PSDB) - Democratas (DEM) - Partido Socialista Brasileiro (PSB) - Partido Trabalhista do Brasil (PTdoB) - Partido Republicano Brasileiro (PRB) - Partido Social Liberal (PSL) - Partido Verde (PV) - Partido Social Democrático (PSD) - Partido Trabalhista Nacional (PTN) - Partido Republicano Progressista (PRP) |
|  | 50 |                         | Sizenando Leal (PSOL) Sizenando Leal Cruz                              |                              | José Nunes (PSOL) José Nunes Silva               | Sem coligação - Partido Socialismo e Liberdade (PSOL) |

## Coligações proporcionais
| Coligação                    | Partidos             |
| ---------------------------- | -------------------- |
| Por Amor a Campina 1         | PSDB, PSD, PRP e PSB |
| Por Amor a Campina 2         | PV, PTdoB, PSL e PTN |
| Por Amor a Campina 3         | DEM e PRB            |
| Campina Segue em Frente 1    | PMDB e PR            |
| Campina Segue em Frente 3    | PTC, PHS e PPL       |
| Pra Campina Crescer em Paz 1 | PP, PPS e PCB        |
| Pra Campina Crescer em Paz 2 | PRTB e PSDC          |
| Campina Grande Ideal 1       | PSC                  |
| Campina Grande Ideal 2       | PCdoB                |
| Sem coligação                | PMN, PT, PTB e PSOL  |

### Candidatos a vereador[nota 4]
| Nº    | Candidato                    | Partido | Coligação                    | Situação                   |
| 15999 | Adélia Maria                 | PMDB    | Campina Segue em Frente 1    | Renúncia                   |
| 19888 | Adilma Batista               | PTN     | Por Amor a Campina 1         | Deferido                   |
| 44123 | Adriana Agra                 | PRP     | Por Amor a Campina 1         | Deferido                   |
| 14444 | Adriano Oliveira             | PTB     | PTB                          | Deferido                   |
| 19024 | Afonso                       | PTN     | Por Amor a Campina 2         | Deferido                   |
| 10345 | Afonso Souto                 | PRB     | Por Amor a Campina 3         | Deferido                   |
| 20200 | Ailton                       | PSC     | Campina Grande Ideal 1       | Indeferido                 |
| 28000 | Alana Carvalho               | PRTB    | Pra Campina Crescer em Paz 2 | Deferido                   |
| 17123 | Alberto Pereira              | PSL     | Por Amor a Campina 2         | Deferido                   |
| 23345 | Alcelina                     | PPS     | Pra Campina Crescer em Paz 1 | Deferido                   |
| 28888 | Alcides da Weider            | PRTB    | Pra Campina Crescer em Paz 2 | Deferido                   |
| 33123 | Alcindor Villarim            | PMN     | PMN                          | Deferido                   |
| 55555 | Aldo                         | PSD     | Por Amor a Campina 1         | Deferido                   |
| 65333 | Aldo Cabral                  | PCdoB   | Campina Grande Ideal 2       | Deferido                   |
| 11236 | Aleksandra                   | PP      | Pra Campina Crescer em Paz 1 | Deferido                   |
| 31222 | Alemão Paz e Amor            | PHS     | Campina Segue em Frente 3    | Deferido                   |
| 36789 | Alexandre Carneiro           | PTC     | Campina Segue em Frente 3    | Deferido                   |
| 36555 | Alexandre do Sindicato       | PTC     | Campina Segue em Frente 3    | Deferido                   |
| 15100 | Amanda                       | PMDB    | Campina Segue em Frente 1    | Renúncia                   |
| 17100 | Ana Aparecida                | PSL     | Por Amor a Campina 2         | Deferido                   |
| 23445 | Analice                      | PPS     | Pra Campina Crescer em Paz 1 | Deferido                   |
| 45900 | Ana Pipoco                   | PSDB    | Por Amor a Campina 1         | Deferido                   |
| 40040 | Anderson Maia                | PSB     | Por Amor a Campina 1         | Deferido                   |
| 13222 | Anderson Sampaio             | PT      | PT                           | Deferido                   |
| 25222 | André Bazante                | DEM     | Por Amor a Campina 3         | Deferido                   |
| 11200 | Andretty Pordeus             | PP      | Pra Campina Crescer em Paz 1 | Deferido                   |
| 21000 | Antonio Carlos               | PCB     | Pra Campina Crescer em Paz 1 | Renúncia                   |
| 14567 | Antonio Nunes                | PTB     | PTB                          | Deferido                   |
| 15678 | Antonio Pereira              | PT      | PT                           | Deferido                   |
| 11789 | Aparecida Sousa              | PP      | Pra Campina Crescer em Paz 1 | Indeferido                 |
| 55255 | Aragão Júnior                | PSD     | Por Amor a Campina 1         | Deferido                   |
| 20111 | Ari Telinho                  | PSC     | Campina Grande Ideal 1       | Deferido                   |
| 44333 | Arnaldo Potengi              | PRP     | Por Amor a Campina 1         | Deferido                   |
| 25999 | Artur Medeiros               | DEM     | Por Amor a Campina 3         | Deferido                   |
| 45009 | Auzinete                     | PSDB    | Por Amor a Campina 1         | Deferido                   |
| 25555 | Balduíno                     | DEM     | Por Amor a Campina 3         | Deferido                   |
| 36180 | Batista Marques              | PTC     | Campina Segue em Frente 3    | Deferido                   |
| 36000 | Bega                         | PTC     | Campina Segue em Frente 3    | Deferido                   |
| 70321 | Betânia Luz                  | PTdoB   | Por Amor a Campina 2         | Deferido                   |
| 33444 | Beto Japonês                 | PMN     | PMN                          | Deferido                   |
| 14321 | Beto Peixoto                 | PTB     | PTB                          | Deferido                   |
| 13024 | Biu do Megafone              | PT      | PT                           | Indeferido com recurso     |
| 45555 | Brando                       | PSDB    | Por Amor a Campina 1         | Deferido                   |
| 45123 | Bruno Cunha Lima             | PSDB    | Por Amor a Campina 1         | Deferido                   |
| 25300 | Bruno Faustino               | DEM     | Por Amor a Campina 3         | Deferido                   |
| 27611 | Bruno Gaudêncio              | PSDC    | PSDC                         | Deferido                   |
| 19999 | Buchada                      | PTN     | Por Amor a Campina 2         | Deferido                   |
| 31444 | Cabo Bernardino              | PHS     | Campina Segue em Frente 3    | Indeferido                 |
| 28999 | Cabo Sérgio Rafael           | PRTB    | Pra Campina Crescer em Paz 2 | Deferido                   |
| 20023 | Carlos do João XXIII         | PSC     | Campina Grande Ideal 1       | Deferido                   |
| 45078 | Carmen                       | PSDB    | Por Amor a Campina 1         | Renúncia                   |
| 33001 | Carminha                     | PMN     | PMN                          | Renúncia                   |
| 15123 | Cassiano Pascoal             | PMDB    | Campina Segue em Frente 1    | Deferido                   |
| 44404 | Célia Martins                | PRP     | Por Amor a Campina 1         | Deferido                   |
| 21247 | Cema                         | PCB     | Pra Campina Crescer em Paz 1 | Não conhecimento do pedido |
| 55333 | César Augustus               | PSD     | Por Amor a Campina 1         | Deferido                   |
| 25888 | Chaverinho                   | DEM     | Por Amor a Campina 3         | Deferido                   |
| 11113 | Chico da Tocha               | PP      | Pra Campina Crescer em Paz 1 | Deferido                   |
| 20555 | Chico do Povo                | PSC     | Campina Grande Ideal 1       | Deferido                   |
| 36432 | Chico dos Calçados           | PTC     | Campina Segue em Frente 3    | Deferido                   |
| 36190 | China da Picanha             | PTC     | Campina Segue em Frente 3    | Deferido                   |
| 36323 | Chiquinho                    | PTC     | Campina Segue em Frente 3    | Deferido                   |
| 33315 | Cícera Santos                | PMN     | PMN                          | Deferido                   |
| 14555 | Cícero Rodrigues             | PTB     | PTB                          | Deferido                   |
| 17999 | Cícero da Bucha              | PSL     | Por Amor a Campina 2         | Deferido                   |
| 10147 | Cláudia Farias               | PRB     | Por Amor a Campina 3         | Deferido                   |
| 14013 | Cláudio Pardal               | PTB     | PTB                          | Deferido                   |
| 21222 | Clébio Limeira               | PCB     | Pra Campina Crescer em Paz 1 | Renúncia                   |
| 65400 | Clóvis Brasileiro            | PCdoB   | Campina Grande Ideal 2       | Deferido                   |
| 25025 | Coronel Ronaldo              | DEM     | Por Amor a Campina 3         | Deferido                   |
| 20654 | Cozete Barbosa               | PSC     | Campina Grande Ideal 1       | Indeferido                 |
| 33110 | Cristiane Stefani            | PMN     | PMN                          | Deferido                   |
| 15789 | David Mangueira              | PMDB    | Campina Segue em Frente 1    | Deferido                   |
| 28007 | Décio Banha                  | PRTB    | Pra Campina Crescer em Paz 2 | Deferido                   |
| 33456 | Demontiê Gomes               | PMN     | PMN                          | Deferido                   |
| 20777 | Demóstenes da Saúde          | PSC     | Campina Grande Ideal 1       | Deferido                   |
| 36113 | Derinha do Lava-Jato         | PTC     | Campina Segue em Frente 3    | Deferido                   |
| 45112 | Diego Barros                 | PSDB    | Por Amor a Campina 1         | Indeferido                 |
| 19456 | Djalma                       | PTN     | Por Amor a Campina 2         | Indeferido                 |
| 65789 | Dona Fátima da Vila Cabral   | PCdoB   | Campina Grande Ideal 2       | Deferido                   |
| 31100 | Dr. Bruno Siqueira           | PHS     | Campina Segue em Frente 3    | Deferido                   |
| 10888 | Dr. Edson                    | PRB     | Por Amor a Campina 3         | Deferido                   |
| 33100 | Dr. Francisco Diniz          | PMN     | PMN                          | Indeferido                 |
| 10555 | Dr. Gilvan                   | PRB     | Por Amor a Campina 3         | Deferido                   |
| 10222 | Dr. João Leite               | PRB     | Por Amor a Campina 3         | Deferido                   |
| 21234 | Dr. Mariano                  | PCB     | Pra Campina Crescer em Paz 2 | Renúncia                   |
| 15333 | Dr. Olímpio                  | PMDB    | Campina Segue em Frente 1    | Deferido                   |
| 11160 | Edgar Fernandes              | PP      | Pra Campina Crescer em Paz 1 | Deferido                   |
| 17455 | Edilson Moura                | PSL     | Por Amor a Campina 2         | Deferido                   |
| 14112 | Edinalva Lucena              | PTB     | PTB                          | Deferido                   |
| 13234 | Edinho                       | PT      | PT                           | Indeferido com recurso     |
| 45145 | Ediolane                     | PSDB    | Por Amor a Campina 1         | Deferido                   |
| 45666 | Edite Cardoso                | PSDB    | Por Amor a Campina 1         | Deferido                   |
| 21555 | Edivaldo Camelô              | PCB     | Pra Campina Crescer em Paz 1 | Não conhecimento do pedido |
| 11123 | Edmilson Cabeludo            | PP      | Pra Campina Crescer em Paz 1 | Deferido                   |
| 17555 | Ednaura Barros               | PSL     | Por Amor a Campina 2         | Deferido                   |
| 13456 | Eduardo Soares               | PT      | PT                           | Indeferido                 |
| 11665 | Edivaldo Moreninho           | PP      | Pra Campina Crescer em Paz 1 | Deferido                   |
| 15456 | Edyla Dutra                  | PMDB    | Campina Segue em Frente 1    | Deferido                   |
| 14333 | Elenice Lucena               | PTB     | PTB                          | Deferido                   |
| 14322 | Eliana Lucena                | PTB     | PTB                          | Deferido                   |
| 13123 | Eliane Braz                  | PT      | PT                           | Indeferido com recurso     |
| 11015 | Elias Cunha Melo             | PP      | Pra Campina Crescer em Paz 1 | Deferido                   |
| 13777 | Eliete Oliveira              | PT      | PT                           | Deferido                   |
| 13789 | Eliete Pereira               | PT      | PT                           | Indeferido com recurso     |
| 45111 | Eraldo César                 | PSDB    | Por Amor a Campina 1         | Deferido                   |
| 28813 | Eraldo da Farmácia           | PRTB    | Pra Campina Crescer em Paz 2 | Deferido                   |
| 11337 | Ermione de Abreu             | PP      | Pra Campina Crescer em Paz 1 | Deferido                   |
| 70555 | Esdras Vieira                | PTdoB   | Por Amor a Campina 2         | Deferido                   |
| 13000 | Eurivaldo                    | PT      | PT                           | Indeferido                 |
| 55333 | Evaldo da FAP                | PSD     | Por Amor a Campina 1         | Renúncia                   |
| 17189 | Evandro                      | PSL     | Por Amor a Campina 2         | Deferido                   |
| 11222 | Evanilton O Frentista        | PP      | Pra Campina Crescer em Paz 1 | Deferido                   |
| 20120 | Fabiano das Malvinas         | PSC     | Campina Grande Ideal 1       | Deferido                   |
| 14144 | Fábio Lamparina              | PTB     | PTB                          | Deferido                   |
| 13477 | Fabíola Sales                | PT      | PT                           | Deferido                   |
| 20020 | Fanta Cantor                 | PSC     | Campina Grande Ideal 1       | Deferido                   |
| 22777 | Feitosa                      | PR      | Campina Segue em Frente 1    | Deferido                   |
| 31789 | Fenelon Neto                 | PHS     | Campina Segue em Frente 3    | Deferido                   |
| 20610 | Fernandes                    | PSC     | Campina Grande Ideal 1       | Deferido                   |
| 28011 | Fernando Ramos               | PRTB    | Pra Campina Crescer em Paz 2 | Deferido                   |
| 65001 | Fidélia                      | PCdoB   | Campina Grande Ideal 2       | Deferido                   |
| 13000 | Filipe Gaudêncio             | PT      | PT                           | Deferido                   |
| 44044 | Flávio Menezes               | PRP     | Por Amor a Campina 1         | Deferido                   |
| 36007 | Formiga                      | PTC     | Campina Segue em Frente 3    | Deferido                   |
| 65345 | Francisca do Cinza           | PCdoB   | Campina Grande Ideal 2       | Deferido                   |
| 43655 | Francisco de Assis           | PV      | Por Amor a Campina 2         | Deferido                   |
| 33192 | Francisco Falcão             | PMN     | PMN                          | Deferido                   |
| 54123 | Francis Rolim                | PPL     | Campina Segue em Frente 3    | Deferido                   |
| 20333 | Frank                        | PSC     | Campina Grande Ideal 1       | Deferido                   |
| 22333 | Galba                        | PR      | Campina Segue em Frente 1    | Deferido                   |
| 70333 | Galega do Churrasco          | PTdoB   | Por Amor a Campina 2         | Indeferido                 |
| 54555 | Galega do Jardim Europa      | PPL     | Campina Segue em Frente 3    | Deferido                   |
| 33000 | Galego do Leite              | PMN     | PMN                          | Deferido                   |
| 11207 | Geane                        | PP      | Pra Campina Crescer em Paz 1 | Deferido                   |
| 13013 | Genilda Velez                | PT      | PT                           | Renúncia                   |
| 33200 | Geraldina                    | PMN     | PMN                          | Renúncia                   |
| 70777 | Geraldinho                   | PTdoB   | Por Amor a Campina 2         | Deferido                   |
| 36333 | Geraldinho das Bandas        | PTC     | Campina Segue em Frente 3    | Deferido                   |
| 45777 | Germana                      | PSDB    | Por Amor a Campina 1         | Indeferido                 |
| 45045 | Gildo                        | PSDB    | Por Amor a Campina 1         | Deferido                   |
| 25013 | Gilmar do Café Ouro Verde    | DEM     | Por Amor a Campina 3         | Deferido                   |
| 11345 | Gilmar Souza                 | PP      | Pra Campina Crescer em Paz 1 | Deferido                   |
| 20678 | Giovanne Arruda              | PSC     | Campina Grande Ideal 1       | Deferido                   |
| 23666 | Givanildo Montador           | PPS     | Pra Campina Crescer em Paz 1 | Deferido                   |
| 65555 | Glauce Jácome                | PCdoB   | Campina Grande Ideal 2       | Deferido                   |
| 14010 | Goreth Oliveira              | PTB     | PTB                          | Renúncia                   |
| 36111 | Hélio Chaves                 | PTC     | Campina Segue em Frente 3    | Deferido                   |
| 43444 | Hélio Faustino               | PV      | Por Amor a Campina 2         | Deferido                   |
| 33233 | Hélio Souza                  | PMN     | PMN                          | Deferido                   |
| 20222 | Hellen                       | PSC     | Campina Grande Ideal 1       | Deferido                   |
| 45456 | Hermano                      | PSDB    | Por Amor a Campina 1         | Deferido                   |
| 13999 | Hermano Nepomuceno           | PT      | PT                           | Deferido                   |
| 33210 | Iara Moraes                  | PMN     | PMN                          | Deferido                   |
| 65666 | Ilo                          | PCdoB   | Campina Grande Ideal 2       | Deferido                   |
| 45678 | Inácio Falcão                | PSDB    | Por Amor a Campina 1         | Deferido                   |
| 31031 | Inês Claudino Braga          | PHS     | Campina Segue em Frente 3    | Deferido                   |
| 36343 | Iran da Farmácia             | PTC     | Campina Segue em Frente 3    | Deferido                   |
| 31111 | Irmão Antônio Alves          | PHS     | Campina Segue em Frente 3    | Deferido                   |
| 23777 | Irmão Ramiro                 | PPS     | Pra Campina Crescer em Paz 1 | Deferido                   |
| 15888 | Ivan Batista                 | PMDB    | Campina Segue em Frente 1    | Deferido                   |
| 33789 | Isaque Noronha               | PMN     | PMN                          | Renúncia                   |
| 14222 | Israel dos Santos            | PTB     | PTB                          | Deferido                   |
| 65611 | Ivam Freire                  | PCdoB   | Campina Grande Ideal 2       | Deferido                   |
| 31113 | Ivanildo Cajá                | PHS     | Campina Segue em Frente 3    | Deferido                   |
| 22123 | Ivo Andrade                  | PR      | Campina Segue em Frente 1    | Deferido                   |
| 40123 | Ivonete Ludgério             | PSB     | Por Amor a Campina 1         | Deferido                   |
| 65133 | Jacqueline Guimarães         | PCdoB   | Campina Grande Ideal 2       | Deferido                   |
| 36360 | Jairo das Malvinas           | PTC     | Campina Segue em Frente 3    | Deferido                   |
| 15444 | Jan                          | PMDB    | Campina Segue em Frente 1    | Renúncia                   |
| 13151 | Jânio Sena Já                | PT      | PT                           | Indeferido com recurso     |
| 11743 | Jarla Jales                  | PP      | Pra Campina Crescer em Paz 1 | Deferido                   |
| 14777 | Jean Pedregal                | PTB     | PTB                          | Deferido                   |
| 54444 | Jessé                        | PPL     | Campina Segue em Frente 3    | Deferido                   |
| 50150 | Jetson da Vila Cabral        | PSOL    | PSOL                         | Indeferido                 |
| 55123 | João Dantas                  | PSD     | Por Amor a Campina 1         | Deferido                   |
| 55789 | João dos Fogos               | PSD     | Por Amor a Campina 1         | Deferido                   |
| 54777 | João Henrique                | PPL     | Campina Segue em Frente 3    | Deferido                   |
| 10013 | Joãozinho                    | PRB     | Por Amor a Campina 3         | Deferido                   |
| 44456 | Joia Germano                 | PRP     | Por Amor a Campina 1         | Deferido                   |
| 20113 | Joilma                       | PSC     | Campina Grande Ideal 1       | Deferido                   |
| 36666 | Jorge Luiz                   | PTC     | Campina Segue em Frente 3    | Deferido                   |
| 31220 | Jorge Show                   | PHS     | Campina Segue em Frente 3    | Deferido                   |
| 31000 | José Fialho                  | PHS     | Campina Segue em Frente 3    | Deferido                   |
| 11190 | José Nilton Barra Pesada     | PP      | Pra Campina Crescer em Paz 1 | Deferido                   |
| 28444 | Joseildo Pereira             | PRTB    | Pra Campina Crescer em Paz 2 | Deferido                   |
| 14789 | Josemar Mago                 | PTB     | PTB                          | Deferido                   |
| 17300 | Josemir Emplacamentos        | PSL     | Por Amor a Campina 2         | Deferido                   |
| 14114 | Josilane da Silva            | PTB     | PTB                          | Deferido                   |
| 25000 | Jô Veículos                  | DEM     | Por Amor a Campina 3         | Deferido                   |
| 10189 | Julce                        | PRB     | Por Amor a Campina 3         | Deferido                   |
| 28028 | Juliana                      | PRTB    | Pra Campina Crescer em Paz 2 | Deferido                   |
| 65000 | Júlio César                  | PCdoB   | Campina Grande Ideal 2       | Deferido                   |
| 33321 | Júnior Brasil                | PMN     | PMN                          | Deferido                   |
| 70000 | Júnior do Estacionamento     | PTdoB   | Por Amor a Campina 2         | Deferido                   |
| 21123 | Kaique Henrique              | PCB     | Pra Campina Crescer em Paz 1 | Renúncia                   |
| 21444 | Kaká Torreão                 | PCB     | Pra Campina Crescer em Paz 1 | Renúncia                   |
| 33931 | Kalilka Vólia                | PMN     | PMN                          | Deferido                   |
| 25007 | Karla                        | DEM     | Por Amor a Campina 3         | Deferido                   |
| 43888 | Karla Andréa                 | PV      | Por Amor a Campina 2         | Deferido                   |
| 25756 | Karlla Pollyana              | DEM     | Por Amor a Campina 3         | Indeferido                 |
| 15159 | Keké                         | PMDB    | Campina Segue em Frente 1    | Deferido                   |
| 14343 | Kerllyn Lucena               | PTB     | PTB                          | Deferido                   |
| 15151 | Kyssia                       | PMDB    | Campina Segue em Frente 1    | Deferido                   |
| 13111 | Laelson Patrício             | PT      | PT                           | Indeferido com recurso     |
| 23111 | Laerte Mello                 | PPS     | Pra Campina Crescer em Paz 1 | Deferido                   |
| 20000 | Lafite                       | PSC     | Campina Grande Ideal 1       | Deferido                   |
| 65020 | Laudenize                    | PCdoB   | Campina Grande Ideal 2       | Deferido                   |
| 25145 | Leonora do Ó                 | DEM     | Por Amor a Campina 3         | Deferido                   |
| 65113 | Levy Inácio                  | PCdoB   | Campina Grande Ideal 2       | Deferido                   |
| 11155 | Licurgo                      | PP      | Pra Campina Crescer em Paz 1 | Deferido                   |
| 33400 | Lídia Moura                  | PMN     | PMN                          | Deferido                   |
| 36444 | Lindomar Herculano           | PTC     | Campina Segue em Frente 3    | Deferido                   |
| 33333 | Lourdes Costa                | PMN     | PMN                          | Deferido                   |
| 31003 | Lúcia                        | PHS     | Campina Segue em Frente 3    | Deferido                   |
| 13456 | Luciana Araújo               | PT      | PT                           | Indeferido com recurso     |
| 23245 | Luciano Gomes                | PPS     | Pra Campina Crescer em Paz 1 | Deferido                   |
| 31333 | Lucinei                      | PHS     | Campina Segue em Frente 3    | Deferido                   |
| 17200 | Lucineide Moraes             | PSL     | Por Amor a Campina 2         | Deferido                   |
| 14981 | Lucinha                      | PTB     | PTB                          | Deferido                   |
| 65140 | Ludmila                      | PCdoB   | Campina Grande Ideal 2       | Indeferido                 |
| 33678 | Luiz da Locadora             | PMN     | PMN                          | Deferido                   |
| 10444 | Lula Cabral                  | PRB     | Por Amor a Campina 3         | Deferido                   |
| 20123 | Luzia Cabral                 | PSC     | Campina Grande Ideal 1       | Deferido                   |
| 25199 | Macicleide Lima              | DEM     | Por Amor a Campina 3         | Indeferido                 |
| 31023 | Magali                       | PHS     | Campina Segue em Frente 3    | Deferido                   |
| 10999 | Magnata                      | PRB     | Por Amor a Campina 3         | Deferido                   |
| 10455 | Magno Diniz                  | PRB     | Por Amor a Campina 3         | Deferido                   |
| 23000 | Manoel da Farmácia           | PPS     | Pra Campina Crescer em Paz 1 | Deferido                   |
| 14000 | Marcel                       | PTB     | PTB                          | Renúncia                   |
| 44345 | Marcelão de Campina          | PRP     | Por Amor a Campina 1         | Deferido                   |
| 21678 | Marcelo Xavier               | PCB     | Pra Campina Crescer em Paz 1 | Não conhecimento do pedido |
| 31633 | Márcia                       | PHS     | Campina Segue em Frente 3    | Deferido                   |
| 65620 | Márcia Alves                 | PCdoB   | Campina Grande Ideal 2       | Deferido                   |
| 20888 | Márcia Leano                 | PSC     | Campina Grande Ideal 1       | Indeferido                 |
| 19789 | Márcio Melo                  | PTN     | Por Amor a Campina 2         | Deferido                   |
| 17000 | Marco Aurélio                | PSL     | Por Amor a Campina 2         | Deferido                   |
| 17777 | Marco Cordeiro               | PSL     | Por Amor a Campina 2         | Deferido                   |
| 33981 | Marcos Marinho               | PMN     | PMN                          | Deferido                   |
| 43555 | Marcos Muniz                 | PV      | Por Amor a Campina 2         | Deferido                   |
| 15555 | Marcos Raia                  | PMDB    | Campina Segue em Frente 1    | Deferido                   |
| 13555 | Maria José                   | PT      | PT                           | Indeferido com recurso     |
| 43333 | Mariano Donato               | PV      | Por Amor a Campina 2         | Deferido                   |
| 10789 | Marinaldo Cardoso            | PRB     | Por Amor a Campina 3         | Deferido                   |
| 13222 | Marinalva                    | PT      | PT                           | Indeferido                 |
| 25500 | Marinês                      | DEM     | Por Amor a Campina 3         | Indeferido                 |
| 11105 | Mário Gomes                  | PP      | Pra Campina Crescer em Paz 1 | Deferido                   |
| 21101 | Marquênia                    | PCB     | Pra Campina Crescer em Paz 1 | Não conhecimento do pedido |
| 22555 | Marta Emília                 | PR      | Campina Segue em Frente 1    | Deferido                   |
| 11555 | Mery Santos                  | PP      | Pra Campina Crescer em Paz 1 | Deferido                   |
| 15222 | Metuselá Agra                | PMDB    | Campina Segue em Frente 1    | Deferido                   |
| 10234 | Miguel da Construção         | PRB     | Por Amor a Campina 3         | Deferido                   |
| 23123 | Milena Dafanni               | PPS     | Pra Campina Crescer em Paz 1 | Deferido                   |
| 21345 | Moisés Rios                  | PCB     | Pra Campina Crescer em Paz 1 | Não conhecimento do pedido |
| 33331 | Moisés Wanderley             | PMN     | PMN                          | Deferido                   |
| 40444 | Murilo Galdino               | PSB     | Por Amor a Campina 1         | Deferido                   |
| 33567 | Nadir Costa                  | PMN     | PMN                          | Deferido                   |
| 65123 | Napoleão Maracajá            | PCdoB   | Campina Grande Ideal 1       | Deferido                   |
| 43212 | Natal Ninguém                | PV      | Por Amor a Campina 2         | Indeferido                 |
| 15111 | Nayd Yorke                   | PMDB    | Campina Segue em Frente 1    | Indeferido                 |
| 23133 | Nego                         | PPS     | Pra Campina Crescer em Paz 1 | Deferido                   |
| 23222 | Negreiros                    | PPS     | Pra Campina Crescer em Paz 1 | Deferido                   |
| 11999 | Nelma Mendonça               | PP      | Pra Campina Crescer em Paz 1 | Deferido                   |
| 44222 | Nelson Gomes                 | PRP     | Por Amor a Campina 1         | Deferido                   |
| 31022 | Nenzinha Cabeleireira        | PHS     | Campina Segue em Frente 3    | Deferido                   |
| 10333 | Neto Guedes                  | PRB     | Por Amor a Campina 3         | Deferido                   |
| 36777 | Nildo                        | PTC     | Campina Segue em Frente 3    | Deferido                   |
| 10000 | Nilton Cabral                | PRB     | Por Amor a Campina 3         | Deferido                   |
| 40013 | Nivaldo Mangueira            | PSB     | Por Amor a Campina 1         | Deferido                   |
| 33777 | Noaldo Lira                  | PMN     | PMN                          | Deferido                   |
| 25654 | Noêmia                       | DEM     | Por Amor a Campina 3         | Indeferido                 |
| 33999 | Novinho                      | PMN     | PMN                          | Deferido                   |
| 11112 | Olivam da Telpa              | PP      | Pra Campina Crescer em Paz 1 | Deferido                   |
| 11181 | O Rei Roberto Alexandre      | PP      | Pra Campina Crescer em Paz 1 | Deferido                   |
| 20630 | Orlandino Farias             | PSC     | Campina Grande Ideal 1       | Deferido                   |
| 28555 | Osvaldo Júnior               | PRTB    | Pra Campina Crescer em Paz 2 | Deferido                   |
| 27777 | Oziran                       | PSDC    | Pra Campina Crescer em Paz 2 | Deferido                   |
| 65111 | Pastor Cícero Simplício      | PCdoB   | Campina Grande Ideal 2       | Deferido                   |
| 36456 | Pastor David                 | PTC     | Campina Segue em Frente 3    | Deferido                   |
| 45789 | Pastor Joilson de Assis      | PSDB    | Por Amor a Campina 1         | Deferido                   |
| 10123 | Pastor Josimar               | PRB     | Por Amor a Campina 3         | Deferido                   |
| 25796 | Patrícia Figueiredo          | DEM     | Por Amor a Campina 3         | Indeferido                 |
| 11258 | Paula Leal                   | PP      | Pra Campina Crescer em Paz 1 | Deferido                   |
| 31777 | Paula Roberta                | PHS     | Campina Segue em Frente 3    | Deferido                   |
| 25321 | Paulinha                     | DEM     | Por Amor a Campina 3         | Deferido                   |
| 21268 | Paulo da Catedral            | PCB     | Pra Campina Crescer em Paz 1 | Não conhecimento do pedido |
| 33199 | Paulo do Jardim Vitória      | PMN     | PMN                          | Deferido                   |
| 70222 | Paulo Roberto                | PTdoB   | Por Amor a Campina 2         | Deferido                   |
| 44444 | PC do Futsal                 | PRP     | Por Amor a Campina 1         | Deferido                   |
| 40555 | Pedro Bezerra                | PSB     | Por Amor a Campina 1         | Deferido                   |
| 11004 | Penha Moreira                | PP      | Pra Campina Crescer em Paz 1 | Deferido                   |
| 15666 | Pimentel Filho               | PMDB    | Campina Segue em Frente 1    | Deferido                   |
| 23371 | Preto                        | PPS     | Pra Campina Crescer em Paz 1 | Deferido                   |
| 70007 | Professor Carlos             | PTdoB   | Por Amor a Campina 2         | Deferido                   |
| 13021 | Professor Cunha              | PT      | PT                           | Deferido                   |
| 36888 | Professor Edmar Leite        | PTC     | Campina Segue em Frente 3    | Deferido                   |
| 20456 | Professor Fialho             | PSC     | Campina Grande Ideal 1       | Deferido                   |
| 65112 | Professor Ibiapino           | PCdoB   | Campina Grande Ideal 2       | Deferido                   |
| 21021 | Professor Jackson            | PCB     | Pra Campina Crescer em Paz 1 | Renúncia                   |
| 23567 | Professor Joca               | PPS     | Pra Campina Crescer em Paz 1 | Deferido                   |
| 23456 | Professor Miguel Rodrigues   | PPS     | Pra Campina Crescer em Paz 1 | Deferido                   |
| 33303 | Professor Odenilson Medeiros | PMN     | PMN                          | Deferido                   |
| 11234 | Professor Sampaio            | PP      | Pra Campina Crescer em Paz 1 | Deferido                   |
| 28789 | Professor Targino            | PRTB    | Pra Campina Crescer em Paz 2 | Deferido                   |
| 43222 | Professor Washington Pessoa  | PV      | Por Amor a Campina 2         | Deferido                   |
| 17333 | Professora Joselita          | PSL     | Por Amor a Campina 2         | Deferido                   |
| 17800 | Professora Maria             | PSL     | Por Amor a Campina 2         | Deferido                   |
| 25011 | Rafa Sousa                   | DEM     | Por Amor a Campina 3         | Deferido                   |
| 65777 | Raimundo                     | PCdoB   | Campina Grande Ideal 2       | Deferido                   |
| 65888 | Ramiro                       | PCdoB   | Campina Grande Ideal 2       | Deferido                   |
| 33555 | Ramonita                     | PMN     | PMN                          | Deferido                   |
| 33666 | Raniere Barbosa              | PMN     | PMN                          | Deferido                   |
| 10321 | Ranny Tavares                | PRB     | Por Amor a Campina 3         | Deferido                   |
| 50000 | Raquel Maciel                | PSOL    | PSOL                         | Deferido                   |
| 55000 | Raymundo Asfora Neto         | PSD     | Por Amor a Campina 1         | Deferido                   |
| 33223 | Regeildo Costa               | PMN     | PMN                          | Deferido                   |
| 11000 | Reginaldo Guimarães          | PP      | Pra Campina Crescer em Paz 1 | Deferido                   |
| 43666 | Renato Batista               | PV      | Por Amor a Campina 2         | Deferido                   |
| 25456 | Renê da Farmácia             | DEM     | Por Amor a Campina 3         | Deferido                   |
| 10456 | Ribamar                      | PRB     | Por Amor a Campina 3         | Deferido                   |
| 40777 | Ricardo Alexandre            | PSB     | Por Amor a Campina 1         | Deferido                   |
| 65444 | Ricardo Zagueirão            | PCdoB   | Campina Grande Ideal 2       | Deferido                   |
| 22222 | Rilmar                       | PR      | Campina Segue em Frente 1    | Deferido                   |
| 70147 | Rinaldo Vieira               | PTdoB   | Por Amor a Campina 2         | Deferido                   |
| 20210 | Roberta Montenegro           | PSC     | Campina Grande Ideal 1       | Deferido                   |
| 17111 | Roberto Castro               | PSL     | Por Amor a Campina 2         | Indeferido                 |
| 25678 | Roberto da Thiago            | DEM     | Por Amor a Campina 3         | Renúncia                   |
| 22444 | Rodolfo Rodrigues            | PR      | Campina Segue em Frente 1    | Deferido                   |
| 55456 | Rodolfo Sinfrônio            | PSD     | Por Amor a Campina 1         | Deferido                   |
| 11011 | Rodrigo Motta                | PP      | Pra Campina Crescer em Paz 1 | Renúncia                   |
| 33888 | Rodrigo Ramos                | PMN     | PMN                          | Deferido                   |
| 17222 | Rodrigo Torres               | PSL     | Por Amor a Campina 2         | Deferido                   |
| 14123 | Rogério Soró                 | PTB     | PTB                          | Deferido                   |
| 19222 | Ronaldo Rodrigues            | PTN     | Por Amor a Campina 2         | Deferido                   |
| 25912 | Rosana                       | DEM     | Por Amor a Campina 3         | Deferido                   |
| 45333 | Rosemary Araújo              | PSDB    | Por Amor a Campina 1         | Indeferido                 |
| 31001 | Rosilda                      | PHS     | Campina Segue em Frente 3    | Deferido                   |
| 45000 | Rossana                      | PSDB    | Por Amor a Campina 1         | Deferido                   |
| 10800 | Rostand Paraíba              | PRB     | Por Amor a Campina 3         | Deferido                   |
| 28123 | Ruan Doso                    | PRTB    | Pra Campina Crescer em Paz 2 | Deferido                   |
| 19123 | Rubens Nascimento            | PTN     | Por Amor a Campina 2         | Deferido                   |
| 55200 | Rui da Ceasa                 | PSD     | Por Amor a Campina 1         | Deferido                   |
| 43999 | Sandréia Rodrigues           | PV      | Por Amor a Campina 2         | Deferido                   |
| 65321 | Sandro Marcelino             | PCdoB   | Campina Grande Ideal 2       | Deferido                   |
| 21333 | Sargento Ivaldo              | PCB     | Campina Grande               | Renúncia                   |
| 70546 | Sargento J. Antônio          | PTdoB   | Por Amor a Campina 2         | Deferido                   |
| 17210 | Sargento João da Silva       | PSL     | Por Amor a Campina 2         | Deferido                   |
| 31234 | Sargento Martins             | PHS     | Campina Segue em Frente 3    | Deferido                   |
| 33190 | Sargento Régis               | PMN     | PMN                          | Deferido                   |
| 33013 | Sargento Romildo             | PMN     | PMN                          | Deferido                   |
| 33222 | Saulo Germano                | PMN     | PMN                          | Deferido                   |
| 25123 | Saulo Noronha                | DEM     | Por Amor a Campina 3         | Deferido                   |
| 55100 | Saulo Vasconcelos            | PSD     | Por Amor a Campina 1         | Deferido                   |
| 20013 | Sérgio Mangueira             | PSC     | Campina Grande Ideal 1       | Deferido                   |
| 21111 | Sérgio Sapateiro             | PCB     | Pra Campina Crescer em Paz 1 | Não conhecimento do pedido |
| 55222 | Severino da Prestação        | PSD     | Por Amor a Campina 1         | Deferido                   |
| 10987 | Sheila Lima                  | PRB     | Por Amor a Campina 3         | Deferido                   |
| 20234 | Silvânio Supervisor          | PSC     | Campina Grande Ideal 1       | Deferido                   |
| 70100 | Silvinha de Alencar          | PTdoB   | Por Amor a Campina 2         | Deferido                   |
| 31728 | Socorro                      | PHS     | Campina Segue em Frente 3    | Deferido                   |
| 31555 | Socorro da Saúde             | PHS     | Campina Segue em Frente 3    | Deferido                   |
| 20001 | Socorro França               | PSC     | Campina Grande Ideal 1       | Indeferido                 |
| 36123 | Socorro Pequeno              | PTC     | Campina Segue em Frente 3    | Deferido                   |
| 44321 | Socorro do Zé Pinheiro       | PRP     | Por Amor a Campina 1         | Deferido                   |
| 70113 | Sófocles Júnior              | PTdoB   | Por Amor a Campina 2         | Deferido                   |
| 44555 | Soledade                     | PRP     | Por Amor a Campina 1         | Deferido                   |
| 19000 | Sônia Barbosa                | PTN     | Por Amor a Campina 2         | Deferido                   |
| 11333 | Soraya Brasileiro            | PP      | Pra Campina Crescer em Paz 1 | Deferido                   |
| 45222 | Sueli                        | PSDB    | Por Amor a Campina 1         | Deferido                   |
| 25789 | Tales Albuquerque            | DEM     | Por Amor a Campina 3         | Deferido                   |
| 20010 | Tampinha das Bagagens        | PSC     | Campina Grande Ideal 1       | Deferido                   |
| 10192 | Tânia da Saúde               | PRB     | Por Amor a Campina 3         | Indeferido                 |
| 21456 | Tarcizio Moreira             | PCB     | Pra Campina Crescer em Paz 1 | Renúncia                   |
| 33033 | Tem Tem                      | PMN     | PMN                          | Renúncia                   |
| 13999 | Terezinha do PT              | PT      | PT                           | Indeferido                 |
| 14111 | Thales Maia                  | PTB     | PTB                          | Deferido                   |
| 43777 | Tia Mila                     | PV      | Por Amor a Campina 2         | Deferido                   |
| 36115 | Toinha Menezes               | PTC     | Campina Segue em Frente 3    | Deferido                   |
| 11199 | Tony O Ambientalista         | PP      | Pra Campina Crescer em Paz 1 | Deferido                   |
| 45100 | Tovar                        | PSDB    | Por Amor a Campina 1         | Deferido                   |
| 27007 | Valdemar Pereira             | PSDC    | Pra Campina Crescer em Paz 2 | Deferido                   |
| 20444 | Valmir                       | PSC     | Campina Grande Ideal 1       | Deferido                   |
| 31123 | Valmir Açougueiro            | PHS     | Campina Segue em Frente 3    | Deferido                   |
| 23444 | Valquíria Sales              | PPS     | Pra Campina Crescer em Paz 1 | Deferido                   |
| 25800 | Vandilma                     | DEM     | Por Amor a Campina 1         | Indeferido                 |
| 15777 | Vaneide Morais               | PMDB    | Campina Segue em Frente 1    | Deferido                   |
| 25777 | Vaninho Aragão               | DEM     | Por Amor a Campina 3         | Deferido                   |
| 21727 | Vaqueiro                     | PCB     | Pra Campina Crescer em Paz 1 | Não conhecimento do pedido |
| 33111 | Vavá Tomé                    | PMN     | PMN                          | Deferido                   |
| 36999 | Vicente Gouveia              | PTC     | Campina Segue em Frente 3    | Deferido                   |
| 13333 | Vitória                      | PT      | PT                           | Indeferido                 |
| 25111 | Waldeny Santana              | DEM     | Por Amor a Campina 3         | Deferido                   |
| 13133 | Walisson Poeta               | PT      | PT                           | Indeferido com recurso     |
| 11444 | Walker Faustino              | PP      | Pra Campina Crescer em Paz 1 | Deferido                   |
| 11022 | Walmer Filho                 | PP      | Pra Campina Crescer em Paz 1 | Deferido                   |
| 23333 | Washington da Liberdade      | PPS     | Pra Campina Crescer em Paz 1 | Deferido                   |
| 65678 | Wellington Cabeleireiro      | PCdoB   | Campina Grande Ideal 2       | Deferido                   |
| 11013 | Wellington Marques           | PP      | Pra Campina Crescer em Paz 1 | Deferido                   |
| 19555 | Williams Abrantes            | PTN     | Por Amor a Campina 2         | Deferido                   |
| 11777 | Wilson Carneiro              | PP      | Pra Campina Crescer em Paz 1 | Deferido                   |
| 55611 | Zé Antônio                   | PSD     | Por Amor a Campina 1         | Deferido                   |
| 25100 | Zé da Iara                   | DEM     | Por Amor a Campina 3         | Deferido                   |
| 15000 | Zé Luiz                      | PMDB    | Campina Segue em Frente 1    | Deferido                   |
| 25333 | Zé Minha Fia                 | DEM     | Por Amor a Campina 3         | Deferido                   |
| 20345 | Zeca                         | PSC     | Campina Grande Ideal 1       | Deferido                   |
| 13444 | Zefinha da Ramadinha         | PT      | PT                           | Deferido                   |
| 43111 | Zequinha do Bar              | PV      | Por Amor a Campina 2         | Deferido                   |
| 65222 | Zinaldo da Saúde             | PCdoB   | Campina Grande Ideal 2       | Deferido                   |
| 36222 | Zoraide Gouveia              | PTC     | Campina Segue em Frente 3    | Deferido                   |

## Resultados

### Prefeito
| Candidato(a)           | Candidato(a)            | Vice                   | 1º turno 7 de outubro de 2012 | 1º turno 7 de outubro de 2012 | 2º turno 28 de outubro de 2012 | 2º turno 28 de outubro de 2012 |
| Candidato(a)           | Candidato(a)            | Vice                   | Total                         | Porcentagem                   | Total                          | Porcentagem                    |
| ---------------------- | ----------------------- | ---------------------- | ----------------------------- | ----------------------------- | ------------------------------ | ------------------------------ |
|                        | Romero Rodrigues (PSDB) | Ronaldo Filho (PSDB)   | 97.659                        | 44,94%                        | 130.106                        | 59,14%                         |
|                        | Tatiana Medeiros (PMDB) | Bruno Roberto (PR)     | 65.195                        | 30%                           | 89.887                         | 40,86%                         |
|                        | Daniella Ribeiro (PP)   | Rodrigo Motta (PP)     | 36.501                        | 16,80%                        | Não participaram               | Não participaram               |
|                        | Guilherme Almeida (PSC) | Félix Neto (PCdoB)     | 6.871                         | 3,16%                         | Não participaram               | Não participaram               |
|                        | Artur Bolinha (PTB)     | Eudo Brasileiro (PTB)  | 6.177                         | 2,84%                         | Não participaram               | Não participaram               |
|                        | Alexandre Almeida (PT)  | Flávia Maria (PT)      | 2.551                         | 1,17%                         | Não participaram               | Não participaram               |
|                        | Sizenando Leal (PSOL)   | José Nunes (PSOL)      | 2.362                         | 1,09%                         | Não participaram               | Não participaram               |
| Total de votos válidos | Total de votos válidos  | Total de votos válidos | 217.316                       | 91,19%                        | 219.993                        | 93,04%                         |
| → Votos em branco      | → Votos em branco       | → Votos em branco      | 7.637                         | 3,20%                         | 5.198                          | 2,20%                          |
| → Votos nulos          | → Votos nulos           | → Votos nulos          | 13.365                        | 5,61%                         | 11.260                         | 4,76%                          |
| Total de votos         | Total de votos          | Total de votos         | 238.318                       |                               | 236.451                        |                                |
| Abstenções             | Abstenções              | Abstenções             | 41.889                        | 14,95%                        | 43.756                         | 15,62%                         |
| Total de inscritos     | Total de inscritos      | Total de inscritos     | 280.207                       |                               |                                |                                |

## Vereadores eleitos
| Candidato eleito           | Partido | Votação | Porcentagem | Cidade onde nasceu | Unidade federativa |
| Bruno Cunha Lima           | PSDB    | 4.631   | 2,14%       | Campina Grande     | Paraíba            |
| Inácio Falcão              | PSDB    | 4.372   | 2,02%       | Campina Grande     | Paraíba            |
| Joia Germano               | PRP     | 4.363   | 2,01%       | Campina Grande     | Paraíba            |
| Nelson Gomes               | PRP     | 4.187   | 1,93%       | Campina Grande     | Paraíba            |
| Murilo Galdino             | PSB     | 3.888   | 1,79%       | Pocinhos           | Paraíba            |
| Pimentel Filho             | PMDB    | 3.697   | 1,71%       | Campina Grande     | Paraíba            |
| Tovar                      | PSDB    | 3.690   | 1,7%        | João Pessoa        | Paraíba            |
| Dr. Olímpio                | PMDB    | 3.413   | 1,57%       | Campina Grande     | Paraíba            |
| Metuselá Agra              | PMDB    | 3.251   | 1,5%        | Campina Grande     | Paraíba            |
| Ivan Batista               | PMDB    | 2.820   | 1,3%        | Campina Grande     | Paraíba            |
| Saulo Noronha              | PPS     | 2.714   | 1,25%       | Campina Grande     | Paraíba            |
| Vaninho Aragão             | DEM     | 2.629   | 1,21%       | Campina Grande     | Paraíba            |
| Napoleão Maracajá          | PCdoB   | 2.491   | 1,15%       | São João do Cariri | Paraíba            |
| Rodrigo Ramos              | PMN     | 2.366   | 1,09%       | Campina Grande     | Paraíba            |
| Galego do Leite            | PMN     | 2.347   | 1,08%       | Campina Grande     | Paraíba            |
| Marinaldo Cardoso          | PRB     | 2.331   | 1,08%       | Campina Grande     | Paraíba            |
| Lafite                     | PSC     | 2.172   | 1%          | Campina Grande     | Paraíba            |
| Sargento Régis             | PMN     | 2.100   | 0,97%       | Campina Grande     | Paraíba            |
| Orlandino Farias           | PSC     | 1.941   | 0,9%        | Soledade           | Paraíba            |
| Lula Cabral                | PRB     | 1.936   | 0,89%       | Campina Grande     | Paraíba            |
| Buchada                    | PTN     | 1.838   | 0,85%       | Campina Grande     | Paraíba            |
| Alexandre do Sindicato     | PTC     | 1.834   | 0,85%       | Campina Grande     | Paraíba            |
| Professor Miguel Rodrigues | PPS     | 1.642   | 0,76%       | Jericó             | Paraíba            |

## Aspectos da campanha
Foi a primeira eleição disputada pelo PPL em Campina Grande. O partido lançou 4 candidatos a vereador, recebendo apenas 161 votos no total.
O PSOL teve Sizenando Leal como candidato a prefeito, substituindo David Lobão, que desistiu da disputa. Houve também uma troca de vices, com José Nunes entrando na vaga de Arimateia Cirne (Ari), que foi impedido de concorrer por não ter prestado contas da eleição de 2010, quando candidatou-se a deputado federal.  Inicialmente, 6 candidatos a vereador seriam lançados, mas o partido teve apenas 2 saíram do papel - Jetson da Vila Cabral foi barrado da disputa, enquanto Raquel Maciel obteve 920 votos.
Tendo apoiado inicialmente a candidatura de Daniella Ribeiro à prefeitura de Campina Grande, o PT havia anunciado Peron Japiassu como vice na chapa. Porém, disputas internas causaram um impasse dentro do partido, que havia rompido com o PMDB e apoiar a prefeitável do PP, enquanto o presidente do diretório municipal, Alexandre Almeida, beneficiado por uma liminar, obteve o direito de participar da eleição, com Flávia Maria como sua vice. Em 16 de agosto, Rodrigo Motta foi escolhido como substituto de Peron Japiassu na chapa do PP, enquanto 10 candidatos petistas à Câmara Municipal foram impugnados pela Justiça Eleitoral e outros 8 que apoiaram Alexandre Almeida foram liberados para concorrer. 
O PCB, que havia anunciado em fevereiro que estaria de fora da eleição por não ter diretório estadual, voltou atrás e fez sua convenção em junho lançando 16 candidatos a vereador. 8 não tiveram seus registros oficializados enquanto os demais renunciaram à disputa.
A candidatura de Artur Bolinha à prefeitura pelo PTB, da mesma forma que Alexandre Almeida, foi obtida através de uma liminar, pois o diretório nacional do partido havia interferido para que uma aliança com o PMDB fosse aceita.
O ex-vereador Eraldo César, do PSDB, foi o candidato mais velho à Câmara Municipal, com 84 anos (recebeu apenas 94 votos), enquanto a mais nova foi a estudante Karlla Pollyana, do DEM (18 anos), que teve a candidatura indeferida.

## Links
- Resultado das Eleições de 2012 em Campina Grande (primeiro turno) (em português)
- Resultado das Eleições de 2012 em Campina Grande (segundo turno) (em português)